# اسنایت و کویک
longitudeاسنایت و کویکlatitudeاسنایت و کویک
اسنایت و کویک (به انگلیسی: Snaith and Cowick) یک بلوک شهری در بریتانیا است که در یورکشایر و هامبر واقع شده‌است.

## خصوصیات
اسنایت و کویک ۳٬۵۷۹ نفر جمعیت دارد.